# Tribolium
Tribolium es un género de plantas herbáceas perteneciente a la familia de las poáceas. Es originario de África y Australia.

## Etimología
El nombre del género deriva del término latíno tria (‘tres’) y bolo (un meteoro de fuego en el forma de flecha), posiblemente refiriéndose a tres flores encerradas en la misma gluma erizada. 

## Citología
El número cromosómico básico del género es x = 6 o 7, con números cromosómicos somáticos de 2n = 12. 2-6 ploide.

## Especies
| - Tribolium acutiflorum - Tribolium alternans - Tribolium amplexum - Tribolium apiculum - Tribolium beccarii - Tribolium brachystachya - Tribolium castaneum - Tribolium chinensis - Tribolium ciliare - Tribolium confusum - Tribolium destructor - Tribolium echinatum | - Tribolium ferrugineum - Tribolium hispidum - Tribolium madens - Tribolium myrmecophilum - Tribolium navale - Tribolium obliterum - Tribolium obtusifolium - Tribolium parallelus - Tribolium pusillum - Tribolium uniolae - Tribolium utriculosum |